# Wir lieben unser China
Wir lieben unser China (chinesisch 愛我中華 / 爱我中华, Pinyin ài wǒ Zhōnghuá) ist ein chinesisches Chorlied, zu dem Xu Peidong die Musik schrieb und Qiao Yu den Text verfasste. Nachdem es von Song Zuying gesungen wurde, wurde es ein Riesenerfolg. Es wird meist mit Sopran, Chor und großem Orchester aufgeführt. Es steht im 4/4-Takt und hat viele refrainartig wiederkehrende Melodie- und Textpassagen, meist abwechselnd von Solistin und Chor gesungen, darunter der am häufigsten wiederkehrende Titelvers Ài wǒ Zhōnghuá („Wir lieben unser China“) und die mit den Anspielungen auf die sechsundfünfzig Nationalitäten beginnenden Passagen, welche die Einheit der Völker des Landes und seine Glorie in kurzen prägnanten Metaphern besingen.
Das Lied wurde zuerst im Jahr 1991 in Nanning, Guangxi, bei den 4. Spielen der Nationalitäten Chinas gesungen, wegen seiner Popularität wurde es später zur offiziellen Hymne dieser Spiele erklärt.
Im Jahr 2007 wurde es als eines von 31 Werken für Chinas ersten Mond-Satelliten Chang’e-1 ausgewählt.